# People meter
People meter, medidor de pessoas (tradução livre) ou medidor de audiências, é um dispositivo desenvolvido pela empresa Audits of Great Britain, que permite medir passivamente a audiência dos canais de TV ou rádio.

## Funcionamento
Um codificador de áudio ou vídeo é instalado na emissora ou na rede cabo, e emite um sinal especial dentro do sinal de vídeo e áudio da emissora.
Na casa do espectador, com a devida autorização do mesmo, outro dispositivo é instalado criando uma comunicação para o envio de uma série de informações, tais como: frequência do canal, hora em que foi sintonizado/dessintonizado, hora em que a TV foi desligada, entre outros. Essas informações permitem à empresa gerar uma tabela informativa para analisar as audiências.
Na Kantar IBOPE Media, empresa que domina as pesquisas na área há mais de 20 anos, a amostra analisada é escolhida de forma que represente o país como um todo. Os lares que têm um people meter instalado são escolhidos através de sorteio e precisam geralmente assinar um contrato de confidencialidade com a empresa, garantindo que não revelarão que são lares monitorados. Essa confidencialidade foi criada para garantir que os hábitos dos espectadores não possam ser influenciados por terceiros.
Em TV, o reconhecimento do programa que está sendo assistido é feito através da análise e identificação do áudio que está sendo tocado no televisor. Os dados são transmitidos via rede celular e enviados à central da empresa responsável pelo people meter para a consolidação dos dados e posterior análise.

## O que são os pontos de audiência
Conhecidos também como "pontos de IBOPE", os pontos de audiência de um determinado programa - rádio ou TV - são uma representação do sucesso que um terminado programa tem frente ao público que o assiste. Os pontos de audiência, em suma, refletem quantos espectadores existem para um determinado programa, em comparação com o total de aparelhos ligados.
Um ponto de audiência representa 1% do universo pesquisado em todas as regiões onde a medição é realizada. Para se ter uma ideia, segundo a Kantar IBOPE Media, 1 ponto de audiência representa, em 2017, mais de 70 mil lares e quase 200 mil pessoas na Grande São Paulo e mais de 44 mil lares e 116 mil pessoas na Grande Rio de Janeiro.
Em 2023, o site Poder360 estimou 1 ponto de audiência como equivalente a 517.553 indivíduos.